# UUE
UUE (англ. Uuencode) — метод представления двоичных данных в текстовой форме, пригодной для передачи через средства, предназначенные только для передачи текстов (например, через e-mail, FTN, NNTP) (транспортное кодирование).
Название происходит от расшифровки названия программ uuencode/uudecode: Unix-To-Unix encoding (decoding). В дальнейшем UUE в интернет-среде (почта, ньюсгруппы) был заменён на MIME, однако сохранил свою популярность в сети Фидонет.
Юю́ки — жаргонное наименование UUE-кодов в Фидонете.

## Описание формата
UUE данные начинаются со строки begin mode file, где mode — Unix-права доступа к файлу в восьмеричной системе счисления (для DOS-/Windows-приложений это число всегда 644), а file — имя исходного файла.
При кодировании из файла берутся данные по три байта (в случае, если осталось меньше 3 байт, недостающие заменяются нулями). 24 бита, образующие эти три байта, делятся на четыре группы по 6 бит. Каждая шестибитная группа интерпретируется как число (от 0 до 26−1=63), к которому добавляется 32. Получившееся число в диапазоне от 32 до 95 трактуется как код символа в ASCII таблице (получаются символы от пробела (32) до знака подчёркивания (95)).
Могут использоваться и другие символы ASCII, однако значение имеют только младшие шесть бит кода символа.
Каждая группа из 60 символов (соответствует 45 байтам исходного файла) используется для создания отдельной строки. В начале строки указывается количество закодированных символов в строке (во всех строках, кроме последней, это число 45, то есть символ 'M'). Каждая строка завершается символом перевода строки (\n или \n\r в зависимости от платформы).
После окончания данных кодируемого файла помещается строка, содержащая единственный пробел (и перевод строки), и строка с текстом «end».
Иногда в конце строки данных добавляют «пустые символы», обычно символ ` (младшие 6 битов которого равны нулю) для предотвращения повреждения строк некоторыми почтовыми программами.

## Пример кодирования
Пример кодирования английского слова Cat.
| Исходные символы          | C  | C  | C  | C  | C  | C  | C  | C  | a  | a  | a  | a  | a  | a  | a  | a  | t   | t   | t   | t   | t   | t   | t   | t   |
| ASCII коды (десятич.)     | 67 | 67 | 67 | 67 | 67 | 67 | 67 | 67 | 97 | 97 | 97 | 97 | 97 | 97 | 97 | 97 | 116 | 116 | 116 | 116 | 116 | 116 | 116 | 116 |
| ASCII (двоичн.)           | 0  | 1  | 0  | 0  | 0  | 0  | 1  | 1  | 0  | 1  | 1  | 0  | 0  | 0  | 0  | 1  | 0   | 1   | 1   | 1   | 0   | 1   | 0   | 0   |
| Новые десятичные значения | 16 | 16 | 16 | 16 | 16 | 16 | 54 | 54 | 54 | 54 | 54 | 54 | 5  | 5  | 5  | 5  | 5   | 5   | 52  | 52  | 52  | 52  | 52  | 52  |
| +32                       | 48 | 48 | 48 | 48 | 48 | 48 | 86 | 86 | 86 | 86 | 86 | 86 | 37 | 37 | 37 | 37 | 37  | 37  | 84  | 84  | 84  | 84  | 84  | 84  |
| Символы UUE               | 0  | 0  | 0  | 0  | 0  | 0  | V  | V  | V  | V  | V  | V  | %  | %  | %  | %  | %   | %   | T   | T   | T   | T   | T   | T   |

Итоговый результат (закодировано слово Cat):
```
begin 644 cat.txt
#0V%T
`
end
```

### Таблица используемых символов UUE
| Символ   | десятичный ASCII-код | Двоичный код |  | Символ | десятичный ASCII-код | Двоичный код |
| -------- | -------------------- | ------------ |  | ------ | -------------------- | ------------ |
| (пробел) | 32                   | 000 000      |  | @      | 64                   | 100 000      |
| !        | 33                   | 000 001      |  | A      | 65                   | 100 001      |
| "        | 34                   | 000 010      |  | B      | 66                   | 100 010      |
| #        | 35                   | 000 011      |  | C      | 67                   | 100 011      |
| $        | 36                   | 000 100      |  | D      | 68                   | 100 100      |
| %        | 37                   | 000 101      |  | E      | 69                   | 100 101      |
| &        | 38                   | 000 110      |  | F      | 70                   | 100 110      |
| '        | 39                   | 000 111      |  | G      | 71                   | 100 111      |
| (        | 40                   | 001 000      |  | H      | 72                   | 101 000      |
| )        | 41                   | 001 001      |  | I      | 73                   | 101 001      |
| *        | 42                   | 001 010      |  | J      | 74                   | 101 010      |
| +        | 43                   | 001 011      |  | K      | 75                   | 101 011      |
| ,        | 44                   | 001 100      |  | L      | 76                   | 101 100      |
| -        | 45                   | 001 101      |  | M      | 77                   | 101 101      |
| .        | 46                   | 001 110      |  | N      | 78                   | 101 110      |
| /        | 47                   | 001 111      |  | O      | 79                   | 101 111      |
| 0        | 48                   | 010 000      |  | P      | 80                   | 110 000      |
| 1        | 49                   | 010 001      |  | Q      | 81                   | 110 001      |
| 2        | 50                   | 010 010      |  | R      | 82                   | 110 010      |
| 3        | 51                   | 010 011      |  | S      | 83                   | 110 011      |
| 4        | 52                   | 010 100      |  | T      | 84                   | 110 100      |
| 5        | 53                   | 010 101      |  | U      | 85                   | 110 101      |
| 6        | 54                   | 010 110      |  | V      | 86                   | 110 110      |
| 7        | 55                   | 010 111      |  | W      | 87                   | 110 111      |
| 8        | 56                   | 011 000      |  | X      | 88                   | 111 000      |
| 9        | 57                   | 011 001      |  | Y      | 89                   | 111 001      |
| :        | 58                   | 011 010      |  | Z      | 90                   | 111 010      |
| ;        | 59                   | 011 011      |  | [      | 91                   | 111 011      |
| <        | 60                   | 011 100      |  | \      | 92                   | 111 100      |
| =        | 61                   | 011 101      |  | ]      | 93                   | 111 101      |
| >        | 62                   | 011 110      |  | ^      | 94                   | 111 110      |
| ?        | 63                   | 011 111      |  | _      | 95                   | 111 111      |
|          |                      |              |  | `      | 96                   | (1) 000 000  |

## Недостатки
- Избыточность кодирования UUE составляет приблизительно 33 %.
- Несмотря на узкий диапазон используемых символов, возникают проблемы при передаче UUE через старые компьютеры, использующие не ASCII кодировку (например, EBCDIC).[1]

## Особенности использования UUE в Фидонете
UUE в Фидонете является стандартом де-факто для передачи двоичных данных. Это объясняется тем, что некоторые узлы отказывались передавать «приложенные» файлы (письма с флагом Att), что обеспечило UUE популярность в качестве альтернативы. В качестве дальнейших средств борьбы с передачей двоичных данных на некоторых узлах настраивали мейлеры и тоссеры на отказ в передаче и тех сообщений, которые содержат UUE.
Для обеспечения совместимости со старым программным обеспечением размер письма во многих эхоконференциях до 2004—2005 года ограничивался величиною, например, 32 кБ. С учётом служебной информации, добавляемой при распространении почты по Фидонету, письму не рекомендовалось превосходить размер 500 строк (~22 кБ оригинального файла). Файлы большего размера передаются в нескольких письмах, каждое такое письмо содержит одну секцию UUE. При этом в заголовке письма обычно указывается порядковый номер секции, а также общее число секций (в виде [6/55], где 6 — номер текущей секции, а 55 — общее число секций). Начальный номер секции различается в зависимости от используемого программного обеспечения (0 или 1).
В эхоконференциях возможность использовать UUE регулируется правилами конференции; согласно требованию эхополиси R50, для принятия конференции на региональный бон в её правилах должно быть прописано ограничение на помещение UUE. Существует множество небонных (не находящихся на региональном эхобоне) конференций, специализирующихся на передаче UUE-кодов.
Самовольное помещение UUE большого объёма расценивается как XAB. Существует прецедент срочной экскоммуникации узла 2:5030/900 за помещение пользователем узла в конференцию SU.KASCHENKO.LOCAL около 16 Мб MP3-файлов в формате UUE.

## Программное обеспечение

### Общего назначения
- uuencode, uudecode
- DOS Navigator
- Total Commander
- MxUUE (плагин для Far Manager)

### Фидонет
- Почтовый редактор GoldED изначально поддерживал кодирование и декодирование только односекционных UUE. В редакторе GoldED+ также обеспечивается декодирование многосекционных UUE-кодов.
- Заслуженной популярностью в Фидонете пользуется программа FastUUE Сергея Коровкина, способная публиковать и собирать не только двоичные (UUE), но и текстовые секции.
- UUCode (Alex Lemenkov, Evgeny Nibylicin)
- hpucode из состава проекта husky.